# Friedrich Gottfried Rettig
Friedrich Gottfried Rettig (* 4. Juni 1802 in Elze; † 5. April 1866 in Göttingen) war ein deutscher Schriftsteller, lutherischer Theologe und Generalsuperintendent der Generaldiözese Göttingen.

## Leben
Rettig war ein Sohn des Senators Heinrich Philipp Rettig. Er studierte Theologie.
Er war erster Inspektor des Schullehrer-Seminars zu Hannover und des Gymnasiums in Hannover. 1839 wurde er Superintendent in Sulingen, 1842 erster Pastor an der St.-Johannis-Kirche und Generalsuperintendent von Göttingen.

## Werke
- Das Schullehrerseminarium in Hannover, in: Die Deutsche Schule. Eine allgemeine Zeitung für Unterricht, Schulwesen und Pädagogik überhaupt, Leipzig: Verlag der Expedition der Deutschen Schule, Bd. 2 (1833), dreiteilig:
  - Ausgabe 58, Spalte 460–461; Digitalisat
  - Ausgabe 60, S. 475–479
  - Ausgabe 84, Spalte 667–669; Digitalisat
- Bibelkunde, oder gemeinfaßliche Anleitung zur Kenntniß der Bibel und zur Erklärung derselben in der Volksschule. Nebst einem Anhange, die nothwendigsten Vorkenntnisse aus der biblischen Geschichte, Geographie und Alterthumskunde enthaltend. Ein Handbuch für Volksschullehrer, Seminaristen und Schulpräparanden (Hannover 1834, 2. Auflage 1837)
- Der Tag des Herrn. Eine Sammlung von Gebeten nach der Folge der Sonn- und Festtage des Kirchen-Jahres (Hannover 1844)
- Leitfaden für den christlichen Religionsunterricht. Auf der Grundlage des lutherischen Katechismi und des hannoverschen Landes-Katechismi. Zur Erleichterung des Confirmanden- und Schul-Unterrichtes (Hannover 1849)